# Golden Globe per la migliore attrice in un film drammatico
Il Golden Globe per la migliore attrice in un film drammatico viene assegnato alla miglior attrice drammatica dalla HFPA (Hollywood Foreign Press Association).
Fino al 1950 il nome esatto del premio era Golden Globe per la miglior attrice.

## Vincitrici e candidate
L'elenco mostra la vincitrice di ogni anno, seguito dalle attrici che hanno ricevuto una candidatura. Per ogni attrice viene indicato il film che le ha valso la candidatura (titolo italiano e titolo originale tra parentesi).

### 1940
- 1944
  - Jennifer Jones - Bernadette (The Song of Bernadette)
- 1945
  - Ingrid Bergman - Angoscia (Gaslight)
- 1946
  - Ingrid Bergman - Le campane di Santa Maria (The Bells of St. Mary's)
- 1947
  - Rosalind Russell - L'angelo del dolore (Sister Kenny)
- 1948
  - Rosalind Russell - Il lutto si addice ad Elettra (Mourning Becomes Electra)
- 1949
  - Jane Wyman - Johnny Belinda

### 1950
- 1950
  - Olivia de Havilland - L'ereditiera (The Heiress)
  - Deborah Kerr - Edoardo mio figlio (Edward, My Son)
- 1951
  - Gloria Swanson - Viale del tramonto (Sunset Blvd.)
  - Bette Davis - Eva contro Eva (All about Eve)
  - Judy Holliday - Nata ieri (Born Yesterday)
- 1952
  - Jane Wyman - Più forte dell'amore (The Blue Veil)
  - Shelley Winters - Un posto al sole (A Place in the Sun)
  - Vivien Leigh - Un tram che si chiama Desiderio (A Streetcar Named Desire)
- 1953
  - Shirley Booth - Torna, piccola Sheba (Come Back, Little Sheba)
  - Olivia de Havilland - Mia cugina Rachele (My Cousin Rachel)
  - Joan Crawford - So che mi ucciderai (Sudden Fear)
- 1954
  - Audrey Hepburn - Vacanze romane (Roman Holiday)
- 1955
  - Grace Kelly - La ragazza di campagna (The Country Girl)
- 1956
  - Anna Magnani - La rosa tatuata (The Rose Tattoo)
- 1957
  - Ingrid Bergman - Anastasia
  - Helen Hayes - Anastasia
  - Carroll Baker - Baby Doll - La bambola viva (Baby Doll)
  - Katharine Hepburn - Il mago della pioggia (The Rainmaker)
  - Audrey Hepburn - Guerra e pace (War and Peace)
- 1958
  - Joanne Woodward - La donna dai tre volti (The Three Faces of Eve)
  - Eva Marie Saint - Un cappello pieno di pioggia (A Hatful of Rain)
  - Deborah Kerr - L'anima e la carne (Heaven Knows, Mr. Allison)
  - Anna Magnani - Selvaggio è il vento (Wild Is the Wind)
  - Marlene Dietrich - Testimone d'accusa (Witness for the Prosecution)
- 1959
  - Susan Hayward - Non voglio morire (I Want to Live!)
  - Jean Simmons - Pietà per la carne (Home Before Dark)
  - Ingrid Bergman - La locanda della sesta felicità (The Inn of the Sixth Happiness)
  - Deborah Kerr - Tavole separate (Separate Tables)
  - Shirley MacLaine - Qualcuno verrà (Some Came Running)

### 1960
- 1960
  - Elizabeth Taylor - Improvvisamente, l'estate scorsa (Suddenly, Last Summer)
  - Katharine Hepburn - Improvvisamente l'estate scorsa (Suddenly, Last Summer)
  - Lee Remick - Anatomia di un omicidio (Anatomy of a Murder)
  - Audrey Hepburn - La storia di una monaca (The Nun's Story)
  - Simone Signoret - La strada dei quartieri alti (Room at the Top)
- 1961
  - Greer Garson - Sunrise at Campobello
  - Elizabeth Taylor - Venere in visone (Butterfield 8)
  - Jean Simmons - Il figlio di Giuda (Elmer Gantry)
  - Doris Day - Merletto di mezzanotte (Midnight Lace)
  - Nancy Kwan - Il mondo di Suzie Wong (The World of Suzie Wong)
- 1962
  - Geraldine Page - Estate e fumo (Summer and Smoke)
  - Shirley MacLaine - Quelle due (The Children's Hour)
  - Leslie Caron - Fanny
  - Claudia McNeil - Un grappolo di sole (A Raisin in the Sun)
  - Natalie Wood - Splendore nell'erba (Splendor in the Grass)
- 1963
  - Geraldine Page - La dolce ala della giovinezza (Sweet Bird of Youth)
  - Glynis Johns - Sessualità (The Chapman Report)
  - Lee Remick - I giorni del vino e delle rose (Days of Wine and Roses)
  - Susannah York - Freud - Passioni segrete (Freud)
  - Susan Strasberg - Le avventure di un giovane (Hemingway's Adventures of a Young Man)
  - Shelley Winters - Lolita
  - Katharine Hepburn - Il lungo viaggio verso la notte (Long Day's Journey into Night)
  - Anne Bancroft - Anna dei miracoli (The Miracle Worker)
  - Melina Merkouri - Fedra (Phaedra)
  - Bette Davis - Che fine ha fatto Baby Jane? (What Ever Happened to Baby Jane?)
- 1964
  - Leslie Caron - La stanza a forma di L (The L-Shaped Room)
  - Marina Vlady - Una storia moderna - L'ape regina
  - Romy Schneider - Il cardinale (The Cardinal)
  - Polly Bergen - Donne inquiete (The Caretakers)
  - Alida Valli - L'uomo di carta (El hombre de papel)
  - Natalie Wood - Strano incontro (Love with the Proper Stranger)
  - Rachel Roberts - Io sono un campione (This Sporting Life)
  - Geraldine Page - La porta dei sogni (Toys in the Attic)
- 1965
  - Anne Bancroft - Frenesia del piacere (The Pumpkin Eater)
  - Rita Hayworth - Il circo e la sua grande avventura (Circus World)
  - Jean Seberg - Lilith - La dea dell'amore (Lilith)
  - Ava Gardner - La notte dell'iguana (The Night of the Iguana)
  - Geraldine Page - La porta dei sogni (Toys in the Attic)
- 1966
  - Samantha Eggar - Il collezionista (The Collector)
  - Julie Christie - Darling
  - Maggie Smith - Otello (Othello)
  - Elizabeth Hartman - Incontro al Central Park (A Patch of Blue)
  - Simone Signoret - La nave dei folli (Ship of Fools)
- 1967
  - Anouk Aimée - Un uomo, una donna (Un homme et une femme)
  - Virginia McKenna - Nata libera (Born Free)
  - Ida Kamińska - Il negozio al corso (Obchod na korze)
  - Natalie Wood - Questa ragazza è di tutti (This Property Is Condemned)
  - Elizabeth Taylor - Chi ha paura di Virginia Woolf? (Who's Afraid of Virginia Woolf?)
- 1968
  - Edith Evans - Bisbigli (The Whisperers)
  - Faye Dunaway - Gangster Story (Bonnie and Clyde)
  - Anne Heywood - La volpe (The Fox)
  - Katharine Hepburn - Indovina chi viene a cena? (Guess Who's Coming to Dinner)
  - Audrey Hepburn - Gli occhi della notte (Wait until Dark)
- 1969
  - Joanne Woodward - La prima volta di Jennifer (Rachel, Rachel)
  - Vanessa Redgrave - Isadora
  - Beryl Reid - L'assassinio di Sister George (The Killing of Sister George)
  - Katharine Hepburn - Il leone d'inverno (The Lion in Winter)
  - Mia Farrow - Rosemary's Baby - Nastro rosso a New York (Rosemary's Baby)

### 1970
- 1970
  - Geneviève Bujold - Anna dei mille giorni (Anne of the Thousand Days)
  - Jean Simmons - Lieto fine (The Happy Ending)
  - Maggie Smith - La strana voglia di Jean (The Prime of Miss Jean Brodie)
  - Liza Minnelli - Pookie (The Sterile Cuckoo)
  - Jane Fonda - Non si uccidono così anche i cavalli? (They Shoot Horses, Don't They?)
- 1971
  - Ali MacGraw - Love Story
  - Melina Merkouri - Promessa all'alba (Promise at Dawn)
  - Faye Dunaway - Mannequin - Frammenti di una donna (Puzzle of a Downfall Child)
  - Sarah Miles - La figlia di Ryan (Ryan's Daughter)
  - Glenda Jackson - Donne in amore (Women in love)
- 1972
  - Jane Fonda - Una squillo per l'ispettore Klute (Klute)
  - Glenda Jackson - Maria Stuarda, regina di Scozia (Mary, Queen of Scots)
  - Vanessa Redgrave - Maria Stuarda Regina di Scozia (Mary, Queen of Scots)
  - Jessica Walter - Brivido nella notte (Play Misty for Me)
  - Dyan Cannon - Ma che razza di amici! (Such Good Friends)
- 1973
  - Liv Ullmann - Karl e Kristina (Utvandrarna)
  - Joanne Woodward - Gli effetti dei raggi gamma sui fiori di Matilda (The Effect of Gamma Rays on Man-in-the-Moon Marigolds)
  - Diana Ross - La signora del blues (Lady Sings the Blues)
  - Trish Van Devere - Una donna in attesa di divorzio (One Is a Lonely Number)
  - Tuesday Weld - Play It As It Lays
  - Cicely Tyson - Sounder
- 1974
  - Marsha Mason - Un grande amore da 50 dollari (Cinderella Liberty)
  - Elizabeth Taylor - Mercoledì delle ceneri (Ash Wednesday)
  - Ellen Burstyn - L'esorcista (The Exorcist)
  - Joanne Woodward - Summer Wishes, Winter Dreams
  - Barbra Streisand - Come eravamo (The Way We Were)
- 1975
  - Gena Rowlands - Una moglie (A Woman Under the Influence)
  - Ellen Burstyn - Alice non abita più qui (Alice Doesn't Live Here Anymore)
  - Faye Dunaway - Chinatown
  - Valerie Perrine - Lenny
  - Liv Ullmann - Scene da un matrimonio (Scener ur ett äktenskap)
- 1976
  - Louise Fletcher - Qualcuno volò sul nido del cuculo (One Flew over the Cuckoo's Nest)
  - Karen Black - Il giorno della locusta (The Day of the Locust)
  - Glenda Jackson - Il mistero della signora Gabler (Hedda)
  - Marilyn Hassett - Una finestra sul cielo (The Other Side of the Mountain)
  - Faye Dunaway - I tre giorni del Condor (Three Days of the Condor)
- 1977
  - Faye Dunaway - Quinto potere (Network)
  - Liv Ullmann - L'immagine allo specchio (Ansikte mot ansikte)
  - Glenda Jackson - Sarah Bernhardt - La più grande attrice di tutti i tempi (The Incredible Sarah)
  - Talia Shire - Rocky
  - Sarah Miles - I giorni impuri dello straniero (The Sailor Who Fell from Grace with the Sea)
- 1978
  - Jane Fonda - Giulia (Julia)
  - Kathleen Quinlan - I Never Promised You a Rose Garden (I Never Promised You a Rose Garden)
  - Diane Keaton - In cerca di Mr. Goodbar (Looking for Mr. Goodbar)
  - Gena Rowlands - La sera della prima (Opening Night)
  - Anne Bancroft - Due vite, una svolta (The Turning Point)
- 1979
  - Jane Fonda - Tornando a casa (Coming Home)
  - Ingrid Bergman - Sinfonia d'autunno (Höstsonaten)
  - Geraldine Page - Interiors
  - Glenda Jackson - Stevie
  - Jill Clayburgh - Una donna tutta sola (An Unmarried Woman)

### 1980
- 1980
  - Sally Field - Norma Rae
  - Jane Fonda - Sindrome cinese (The China Syndrome)
  - Jill Clayburgh - La luna
  - Marsha Mason - Promises in the Dark
  - Lisa Eichhorn - Yankees (Yanks)
- 1981
  - Mary Tyler Moore - Gente comune (Ordinary People)
  - Gena Rowlands - Una notte d'estate (Gloria) (Gloria)
  - Ellen Burstyn - Resurrection
  - Nastassja Kinski - Tess
  - Deborah Raffin - Touched by Love
- 1982
  - Meryl Streep - La donna del tenente francese (The French Lieutenant's Woman)
  - Sally Field - Diritto di cronaca (The Absence of Malice)
  - Katharine Hepburn - Sul lago dorato (On Golden Pond)
  - Sissy Spacek - Lontano dal passato (Raggedy Man)
  - Diane Keaton - Reds
- 1983
  - Meryl Streep - La scelta di Sophie (Sophie's Choice)
  - Jessica Lange - Frances
  - Sissy Spacek - Missing - Scomparso (Missing)
  - Debra Winger - Ufficiale e gentiluomo (An Officer and a Gentleman)
  - Diane Keaton - Spara alla luna (Shoot the Moon)
- 1984
  - Shirley MacLaine - Voglia di tenerezza (Terms of Endearment)
  - Bonnie Bedelia - Il cuore come una ruota (Heart Like a Wheel)
  - Meryl Streep - Silkwood
  - Debra Winger - Voglia di tenerezza (Terms of Endearment)
  - Jane Alexander - Testament
- 1985
  - Sally Field - Le stagioni del cuore (Places in the Heart)
  - Vanessa Redgrave - I bostoniani (The Bostonians)
  - Jessica Lange - Country
  - Diane Keaton - Fuga d'inverno (Mrs. Soffel)
  - Sissy Spacek - Il fiume dell'ira (The River)
- 1986
  - Whoopi Goldberg - Il colore viola (The Color Purple)
  - Anne Bancroft - Agnese di Dio (Agnes of God)
  - Cher - Dietro la maschera (Mask)
  - Meryl Streep - La mia Africa (Out of Africa)
  - Geraldine Page - In viaggio verso Bountiful (The Trip to Bountiful)
- 1987
  - Marlee Matlin - Figli di un dio minore (Children of a Lesser God)
  - Anne Bancroft - Una finestra nella notte ('Night, Mother)
  - Sigourney Weaver - Aliens - Scontro finale (Aliens)
  - Julie Andrews - Duet for One
  - Farrah Fawcett - Oltre ogni limite (Extremities)
- 1988
  - Sally Kirkland - Anna
  - Faye Dunaway - Barfly - Moscone da bar
  - Glenn Close - Attrazione fatale (Fatal Attraction)
  - Rachel Chagall - Gaby - Una storia vera (Gaby: A True Story)
  - Barbra Streisand - Pazza (Nuts)
- 1989
  - Jodie Foster - Sotto accusa (The Accused)
  - Sigourney Weaver - Gorilla nella nebbia (Gorillas in the Mist: The Story of Dian Fossey)
  - Shirley MacLaine - Madame Sousatzka
  - Meryl Streep - Un grido nella notte (A Cry in the Dark)
  - Christine Lahti - Vivere in fuga (Running on Empty)

### 1990
- 1990
  - Michelle Pfeiffer - I favolosi Baker (The Fabulous Baker Boys)
  - Jessica Lange - Music Box - Prova d'accusa (Music Box)
  - Liv Ullmann - The Rose Garden
  - Andie MacDowell - Sesso, bugie e videotape (Sex, Lies, and Videotape)
  - Sally Field - Fiori d'acciaio (Steel Magnolias)
- 1991
  - Kathy Bates - Misery non deve morire (Misery)
  - Anjelica Huston - Rischiose abitudini (The Grifters)
  - Joanne Woodward - Mr. & Mrs. Bridge
  - Michelle Pfeiffer - La casa Russia (The Russia House)
  - Susan Sarandon - Calda emozione (White Palace)
- 1992
  - Jodie Foster - Il silenzio degli innocenti (The Silence of the Lambs)
  - Annette Bening - Bugsy
  - Laura Dern - Rosa Scompiglio e i suoi amanti (Rambling Rose)
  - Geena Davis - Thelma & Louise
  - Susan Sarandon - Thelma & Louise
- 1993
  - Emma Thompson - Casa Howard (Howards End)
  - Sharon Stone - Basic Instinct
  - Susan Sarandon - L'olio di Lorenzo (Lorenzo's Oil)
  - Michelle Pfeiffer - Due sconosciuti, un destino (Love Field)
  - Mary McDonnell - Amori e amicizie (Passion Fish)
- 1994
  - Holly Hunter - Lezioni di piano (The Piano)
  - Michelle Pfeiffer - L'età dell'innocenza (The Age of Innocence)
  - Debra Winger - Dangerous Woman - Una donna pericolosa (A Dangerous Woman)
  - Emma Thompson - Quel che resta del giorno (The Remains of the Day)
  - Juliette Binoche - Tre colori - Film blu (Trois couleurs: Bleu)
- 1995
  - Jessica Lange - Blue Sky
  - Jennifer Jason Leigh - Mrs. Parker e il circolo vizioso (Mrs. Parker and the Vicious Circle)
  - Jodie Foster - Nell
  - Meryl Streep - The River Wild - Il fiume della paura (The River Wild)
  - Miranda Richardson - Tom & Viv - Nel bene, nel male, per sempre (Tom & Viv)
- 1996
  - Sharon Stone - Casinò
  - Meryl Streep - I ponti di Madison County (The Bridges of Madison County)
  - Susan Sarandon - Dead Man Walking - Condannato a morte (Dead Man Walking)
  - Elisabeth Shue - Via da Las Vegas (Leaving Las Vegas)
  - Emma Thompson - Ragione e sentimento (Sense and Sensibility)
- 1997
  - Brenda Blethyn - Segreti e bugie (Secrets and Lies)
  - Emily Watson - Le onde del destino (Breaking the Waves)
  - Kristin Scott Thomas - Il paziente inglese (The English Patient)
  - Meryl Streep - La stanza di Marvin (Marvin's Room)
  - Courtney Love - Larry Flynt - Oltre lo scandalo (The People vs. Larry Flynt)
- 1998
  - Judi Dench - La mia regina (Mrs. Brown)
  - Jodie Foster - Contact
  - Jessica Lange - Segreti (A Thousand Acres)
  - Kate Winslet - Titanic
  - Helena Bonham Carter - Le ali dell'amore (The Wings of the Dove)
- 1999
  - Cate Blanchett - Elizabeth
  - Fernanda Montenegro - Central do Brasil
  - Emily Watson - Hilary e Jackie (Hilary and Jackie)
  - Meryl Streep - La voce dell'amore (One True Thing)
  - Susan Sarandon - Nemiche amiche (Stepmom)

### 2000
- 2000
  - Hilary Swank - Boys Don't Cry
  - Annette Bening - American Beauty
  - Julianne Moore - Fine di una storia (The End of the Affair)
  - Sigourney Weaver - La mappa del mondo  (A Map of the World)
  - Meryl Streep - La musica del cuore (Music of the Heart)
- 2001
  - Julia Roberts - Erin Brockovich - Forte come la verità (Erin Brockovich)
  - Joan Allen - The Contender
  - Björk - Dancer in the Dark
  - Ellen Burstyn - Requiem for a Dream
  - Laura Linney - Conta su di me (You Can Count on Me)
- 2002
  - Sissy Spacek - In the Bedroom
  - Tilda Swinton - I segreti del lago (The Deep End)
  - Judi Dench - Iris - Un amore vero (Iris)
  - Halle Berry - Monster's Ball - L'ombra della vita (Monster's Ball)
  - Nicole Kidman - The Others (Los Otros)
- 2003
  - Nicole Kidman - The Hours
  - Salma Hayek - Frida
  - Julianne Moore - Lontano dal paradiso (Far from Heaven)
  - Meryl Streep - The Hours
  - Diane Lane - L'amore infedele - Unfaithful (Unfaithful)
- 2004
  - Charlize Theron - Monster
  - Nicole Kidman - Ritorno a Cold Mountain (Cold Mountain)
  - Uma Thurman - Kill Bill: Volume 1 (Kill Bill Vol. 1)
  - Evan Rachel Wood - Thirteen - 13 anni (Thirteen)
  - Scarlett Johansson - La ragazza con l'orecchino di perla (Girl with a Pearl Earring)
- 2005
  - Hilary Swank - Million Dollar Baby
  - Scarlett Johansson - Una canzone per Bobby Long (A Love Song for Bobby Long)
  - Nicole Kidman - Birth - Io sono Sean (Birth)
  - Imelda Staunton - Il segreto di Vera Drake (Vera Drake)
  - Uma Thurman - Kill Bill: Volume 2 (Kill Bill Vol. 2)
- 2006
  - Felicity Huffman - Transamerica
  - Maria Bello - A History of Violence
  - Gwyneth Paltrow - Proof - La prova (Proof)
  - Charlize Theron - North Country - Storia di Josey
  - Zhang Ziyi - Memorie di una geisha (Memoirs of a Geisha)
- 2007
  - Helen Mirren - The Queen - La regina (The Queen)
  - Penélope Cruz - Volver - Tornare (Volver)
  - Judi Dench - Diario di uno scandalo (Notes on a Scandal)
  - Maggie Gyllenhaal - SherryBaby
  - Kate Winslet - Little Children
- 2008
  - Julie Christie - Away from Her - Lontano da lei (Away from Her)
  - Cate Blanchett - Elizabeth: The Golden Age
  - Jodie Foster - Il buio nell'anima (The Brave One)
  - Angelina Jolie - A Mighty Heart - Un cuore grande (A Mighty Heart)
  - Keira Knightley - Espiazione (Atonement)
- 2009
  - Kate Winslet - Revolutionary Road
  - Anne Hathaway - Rachel sta per sposarsi (Rachel Getting Married)
  - Angelina Jolie - Changeling
  - Meryl Streep - Il dubbio (Doubt)
  - Kristin Scott Thomas - Ti amerò sempre (Il y a longtemps que je t'aime)

### 2010
- 2010
  - Sandra Bullock - The Blind Side
  - Emily Blunt - The Young Victoria
  - Helen Mirren - The Last Station
  - Carey Mulligan - An Education
  - Gabourey Sidibe - Precious
- 2011
  - Natalie Portman - Il cigno nero (Black Swan)
  - Halle Berry - Frankie & Alice
  - Nicole Kidman - Rabbit Hole
  - Jennifer Lawrence - Un gelido inverno (Winter's Bone)
  - Michelle Williams - Blue Valentine
- 2012
  - Meryl Streep - The Iron Lady
  - Glenn Close - Albert Nobbs
  - Viola Davis - The Help
  - Rooney Mara - Millennium - Uomini che odiano le donne (The Girl with the Dragon Tattoo)
  - Tilda Swinton - ...e ora parliamo di Kevin (We Need To Talk About Kevin)
- 2013
  - Jessica Chastain – Zero Dark Thirty
  - Marion Cotillard – Un sapore di ruggine e ossa (De rouille et d'os)
  - Helen Mirren – Hitchcock
  - Naomi Watts – The Impossible
  - Rachel Weisz – Il profondo mare azzurro (The Deep Blue Sea)
- 2014
  - Cate Blanchett – Blue Jasmine
  - Sandra Bullock – Gravity
  - Judi Dench – Philomena
  - Emma Thompson – Saving Mr. Banks
  - Kate Winslet – Un giorno come tanti (Labor Day)
- 2015
  - Julianne Moore – Still Alice
  - Jennifer Aniston – Cake
  - Felicity Jones – La teoria del tutto (The Theory of Everything)
  - Rosamund Pike – L'amore bugiardo - Gone Girl (Gone Girl)
  - Reese Witherspoon – Wild
- 2016
  - Brie Larson – Room
  - Cate Blanchett – Carol
  - Rooney Mara – Carol
  - Saoirse Ronan – Brooklyn
  - Alicia Vikander – The Danish Girl
- 2017
  - Isabelle Huppert – Elle
  - Amy Adams – Arrival
  - Jessica Chastain – Miss Sloane - Giochi di potere (Miss Sloane)
  - Ruth Negga – Loving - L'amore deve nascere libero (Loving)
  - Natalie Portman – Jackie
- 2018
  - Frances McDormand – Tre manifesti a Ebbing, Missouri (Three Billboards Outside Ebbing, Missouri)
  - Jessica Chastain – Molly's Game
  - Sally Hawkins – La forma dell'acqua - The Shape of Water (The Shape of Water)
  - Meryl Streep – The Post
  - Michelle Williams – Tutti i soldi del mondo (All the Money in the World)
- 2019
  - Glenn Close – The Wife - Vivere nell'ombra (The Wife)
  - Lady Gaga – A Star Is Born
  - Nicole Kidman – Destroyer
  - Melissa McCarthy – Copia originale (Can You Ever Forgive Me?)
  - Rosamund Pike – A Private War

### 2020
- 2020
  - Renée Zellweger – Judy
  - Cynthia Erivo – Harriet
  - Scarlett Johansson – Storia di un matrimonio (Marriage Story)
  - Saoirse Ronan – Piccole donne (Little Women)
  - Charlize Theron – Bombshell - La voce dello scandalo (Bombshell)
- 2021
  - Andra Day – Gli Stati Uniti contro Billie Holiday (The United States vs. Billie Holiday)
  - Viola Davis – Ma Rainey's Black Bottom
  - Vanessa Kirby – Pieces of a Woman
  - Frances McDormand – Nomadland
  - Carey Mulligan – Una donna promettente (Promising Young Woman)
- 2022
  - Nicole Kidman – A proposito dei Ricardo (Being the Ricardos)
  - Jessica Chastain – The Eyes of Tammy Faye
  - Olivia Colman – La figlia oscura (The Lost Daughter)
  - Lady Gaga – House of Gucci
  - Kristen Stewart – Spencer
- 2023
  - Cate Blanchett – Tár
  - Olivia Colman – Empire of Light
  - Viola Davis – The Woman King
  - Ana de Armas – Blonde
  - Michelle Williams – The Fabelmans
- 2024
  - Lily Gladstone – Killers of the Flower Moon
  - Annette Bening – Nyad - Oltre l'oceano (Nyad)
  - Sandra Hüller – Anatomia di una caduta (Anatomie d'une chute)
  - Greta Lee – Past Lives
  - Carey Mulligan – Maestro
  - Cailee Spaeny – Priscilla
- 2025
  - Fernanda Torres – Io sono ancora qui (Ainda estou aqui)
  - Pamela Anderson – The Last Showgirl
  - Angelina Jolie – Maria
  - Nicole Kidman – Babygirl
  - Tilda Swinton – La stanza accanto (The Room Next Door)
  - Kate Winslet – Lee

## Plurivincitrici
Ecco di seguito la lista delle attrici plurivincitrici di un Golden Globe per la miglior attrice in un film drammatico:
| Premi | Attrice          | Naz.                   |  | Anni             |
| ----- | ---------------- | ---------------------- |  | ---------------- |
| 3     | Ingrid Bergman   | /                      |  | 1945-1946, 1957  |
| 3     | Jane Fonda       | Stati Uniti (bandiera) |  | 1972, 1978-1979  |
| 3     | Cate Blanchett   | Australia (bandiera)   |  | 1999, 2014, 2023 |
| 3     | Meryl Streep     | Stati Uniti (bandiera) |  | 1982-1983, 2012  |
| 2     | Rosalind Russell | Stati Uniti (bandiera) |  | 1947-1948        |
| 2     | Jane Wyman       | Stati Uniti (bandiera) |  | 1949, 1952       |
| 2     | Joanne Woodward  | Stati Uniti (bandiera) |  | 1958, 1969       |
| 2     | Geraldine Page   | Stati Uniti (bandiera) |  | 1962-1963        |
| 2     | Sally Field      | Stati Uniti (bandiera) |  | 1980, 1985       |
| 2     | Shirley MacLaine | Stati Uniti (bandiera) |  | 1984, 1989       |
| 2     | Jodie Foster     | Stati Uniti (bandiera) |  | 1989, 1992       |
| 2     | Hilary Swank     | Stati Uniti (bandiera) |  | 2000, 2005       |
| 2     | Nicole Kidman    | Stati Uniti (bandiera) |  | 2003, 2022       |